# Вещер (World of Warcraft)
Вещерите (на английски: Warlocks) са един от игралните класове в света на MMORPG играта World of Warcraft. Те се смятат за магьосници (Mage), опитали „вкуса“ на тъмната сила на магическото изкуство. Техните таланти са Демонология (Demonology), Проклятия (Affiction) и Разрушение (Destruction). Смятани за небалансирани, тези герои от играта са едни от най-смъртоносните. Ако се използва израз от играта за тях, той ще да е „Убиваш го, и ти умираш след него“. Това е вследствие на тъй наречените DoT (Damage over Time – Поражения след Време) магии. Непрекъснат негов спътник, е призованият от него Демон, който Вещерът контролира за защита и/или атака – Имп (Imp), Войдуокър (Voidwalker), Сукубус (Succubus), Фелхънтър (Felhunter) И Могъщият Инфернал (Infernal).

## Таланти

### Демонология (Demonology)
Благодарение развиването на тези таланти, Вещерът подсилва себе си и командваният от него Демон. Ако развие тези таланти на максимално ниво, той има възможност да призове още един Демон, различен от изброените. Това е Фелгардът (Felguard). Останалите Демони, Вешерът може да научи като магия, от учителя си, но за Фелгардът, трябва да развие таланта си в Демонологията на максимално ниво. Без съмнение, Фелгардът е най-силният от останалите Демони, с много кръв и много големи удари поражение. За всички останали Демони, освен Импа, Вещерът се нуждае от Соулшард (Soulshard) за да ги призове. Соулшардът, представлява душата на падналия в битка противник, независимо играч или чудовище (Monster, MOB), извлечена чрез магията Drain Soul (Извличане на душа).

### Проклятия (Affiction)
Изборът на тази специализация подобрява на DOT(Щети за време) магиите както и няколко други, които могат да се ползват само ако вещерът е дигал поне 20 точки в това дърво. Affiction е най-доброто дърво, което улеснява убиването на животни, като така намалява значително времето, за което се вдига ниво. Максималното развитие на тези таланти осигурява много по-голяма стабилност от страна на изхабяването на маната и точките на живот, както е и особено добро срещу меле (биячи – войн, паладин, шаман, друид, крадец, ловец)герои.

### Разрушение (Destruction)
Специализирането в това дърво спомага за подобряването на магиите, които нанасят много щети и за кратко време, но това е за сметка на необходимото количество мана. Има магии, които са достъпни само на това дърво с таланти. Този вид вещери са по-подходящи за dungeons и raids, заради големите щети (в пъти повече от другите 2 дървета), както е и по подходящ за casters (магьосници – шаман, друид, магьосник, свещеник, вещер)